# Veronika Vadovičová
Veronika Vadovičová (* 9. února 1983 Trnava) je slovenská paralympijská reprezentantka ve sportovní střelbě.

## Biografie
Veronika Vadovičová se narodila 9. února 1983 v Trnavě.
Vystudovala tři bakalářské obory, obor aplikované tělesné výchovy na Univerzitě Palackého v Olomouci, sociální práci na Vysoké škole zdravotnictví a sociální práce sv. Alžběty v Trnavě a obor trenérství sportovní střelby na Univerzitě Komenského v Bratislavě.

## Sportovní kariéra
Veronika Vadovičová se zúčastnila šesti paralympijských hrách, kterých si vybojovala čtyři zlaté, jednu stříbrnou a jednu bronzovou medaili. Je nejúspěšnější slovenskou zdravotně postiženou střelkyní.
Je zaměstnána ve Sportovním centru policie Ministerstva vnitra ČR a trénuje ji Milan Goleňa. Její paralympijskou medailovou kolekci tvoří dvě zlaté medaile a jedna stříbrné z Ria 2016, zlato z Pekingu 2008, zlato z Tokia 2020, a bronz z Londýna 2012.
Na akci světového poháru v Al Ajn ve Spojených arabských emirátech získala začátkem března 2017 čtyři prvenství a zároveň vytvořila čtyři světové rekordy. Zlatou medaili a nový světový rekord zaznamenala v disciplíně R3 vzduchová puška vleže, R8 v třípolohové soutěži žen, R2 vzduchová puška ve stoje a R6 malokalibrovka vleže.
Díky těmto úspěchům se Vadovičová stala vítězkou ankety Mezinárodního paralympijského výboru o nejlepšího paralympionika světa 2017.
Na Letních paralympijských hrách v Tokiu 2020 získala zlatou medaili ve smíšené střelbě na 50 metrů a dosáhla nového olympijského rekordu: 248,9 bodů. Stala se tak nejúspěšnější letní paralympioničkou se čtyřmi zlatými, jednou stříbrnou a jednou bronzovou medailí.
Na mistrovství světa v Al Ajn získala v roce 2022 zlatou medaili ve střelbě vzduchovkou R2 ve stoje i R3 v leže.
Na letních paralympijských hrách v Pažíři získala zlatou medaili ve vzduchové pušce na 10 m, rovněž získala stříbrnou medaili z malorážky na 50 m.